# Première circonscription de Farita
La première circonscription de Farita est une des 135 circonscriptions législatives de l'État fédéré Amhara, elle se situe dans la Zone Sud Gonder. Son représentant actuel est Aweqe Tessema Negash.